# Mathieu-groep
In de groepentheorie, een deelgebied van de wiskunde, zijn de Mathieu-groepen, vernoemd naar de Franse wiskundige Émile Mathieu, vijf eindige enkelvoudige groepen die behoren tot de 26 sporadische enkelvoudige groepen. Mathieu publiceerde zijn ontdekkingen van deze groepen in artikelen die in 1861 en 1873 verschenen. De vijf groepen worden meestal aangeduid met de symbolen M11, M12, M22, M23, M24. Zij kunnen worden beschouwd als respectievelijk permutatiegroepen op verzamelingen van respectievelijk 11, 12, 22, 23 of 24 objecten (of punten). 
M24, de grootste van de groepen, is de symmetriegroep, die via de binaire Golay-code praktische toepassingen heeft. Mathieu-groepen zijn als wiskundige anomalieën fascinerend voor veel groepentheoretici. 
De definitie van enkelvoudige groepen is dat deze geen niet-triviale eigenlijke normale deelgroepen hebben. Intuïtief betekent dit dat zij niet kunnen worden opgebroken in producten van kleinere groepen. Voor vele jaren worstelden groeptheoretici met de classificatie van enkelvoudige groepen. In 1980 waren alle eindige groepen gevonden. Enkelvoudige groepen behoren tot een aantal van oneindige families met uitzondering van de 26 groepen, waaronder de Mathieu-groepen, ofwel sporadische enkelvoudige groepen. Na de Mathieu-groepen werden er tot 1965, toen de J1-groep  werd ontdekt, geen nieuwe sporadische groepen meer gevonden, 